# Несон
Несон (греч. Νέσσων ή Νέσσωνας) — деревня в Греции. Расположена на высоте 95 м над уровнем моря, к северо-западу от деревень Химадион и Калохорион, к западу от города Айя и к северо-востоку от города Лариса. Административно относится к общине Темби в периферийной единице Лариса в периферии Фессалия. Население 94 человека по переписи 2011 года.

## История
На месте деревни находился древний город Нессон (др.-греч. Νέσσων). Рядом расположено известное с древности озеро Нессонида, называемое также Мавролимни или Карачайыр (Μαυρολίμνη ή Καρατσαΐρ) (тур. kara çayır = чёрный луг). По мифу, переданному Страбоном, озеро Нессонида и одноимённая страна были названы по имени Нессона, сына Фессала.
До 1932 года (ΦΕΚ 421Α) деревня называлась Дзами (Τζαμί — «мечеть») из-за наличия мечети. 

## Сообщество
Сообщество Дзами (Κοινότητα Τζαμίου) создано в 1924 году (ΦΕΚ 271Α). В 1932 году (ΦΕΚ 42Α) сообщество переименовано в Несон (Κοινότητα Νέσσωνος). В сообщество входит деревня Коракас без населения. Население 94 человек по переписи 2011 года. Площадь 9,699 квадратных километров.
| Населённый пункт | Население (2011), человек |
| ---------------- | ------------------------- |
| Коракас          | 0                         |
| Несон            | 94                        |

## Население
| Год  | Население, человек |
| ---- | ------------------ |
| 1991 | 151                |
| 2001 | 170                |
| 2011 | ↘ 94               |